# شياو دي
شياو دي (بالصينية: 肖棣) هو مصارع هاوي صيني، ولد في 14 مايو 1991.

## وصلات خارجية
- شياو دي على موقع قاعدة بيانات المصارعة الدولية (الإنجليزية)
- شياو دي على موقع أوليمبيديا (الإنجليزية)
- شياو دي على موقع اللجنة الأولمبية الصينية (الإنجليزية)